# ازدراء الكونغرس

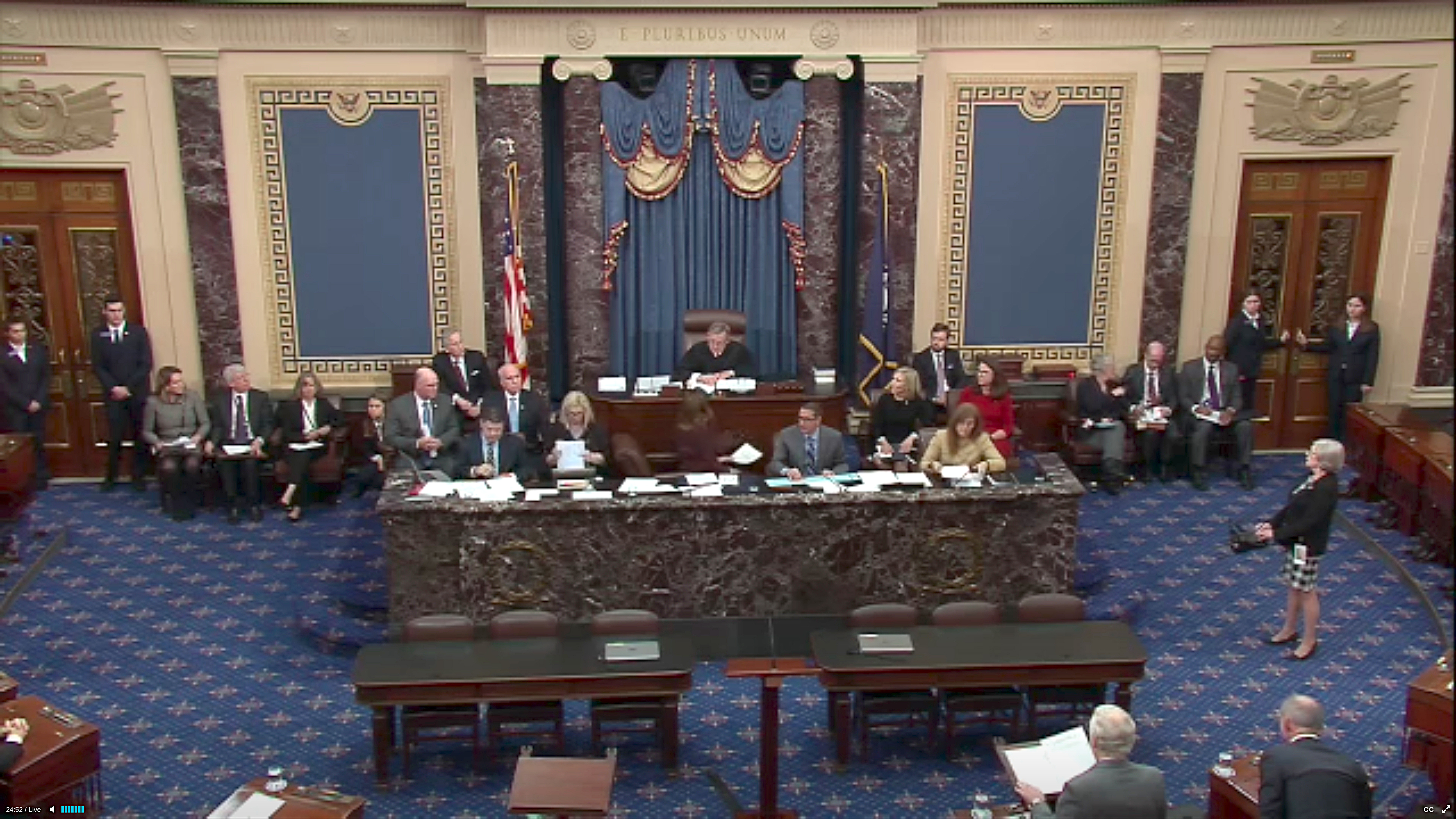
رئيس القضاة جون روبرتس يترأس محاكمة عزل دونالد ترامب

ازدراء الكونغرس هو فعل يتمثل في عرقلة عمل كونغرس الولايات المتحدة أو إحدى لجانه.
فعبر تاريخ الولايات المتحدة، كانت رشوة عضو مجلس الشيوخ الأمريكي أو ممثله في مجلس النواب الأمريكي ازدراء للكونغرس. أما في الأزمنة الحديثة، فيعتبر ازدراء الكونغرس عمومًا كل رفض للامتثال لاستدعاء صادر عن لجنة تابعة للكونغرس أو لجنة فرعية - عادة ما تسعى إلى إجبار شخص ما على أداء شهادته أو إرسال مستندات ووثائق مطلوبة.
في عام 1857، سن الكونغرس قانونًا جعل «ازدراء الكونغرس» جريمة جنائية ضد الولايات المتحدة. كانت آخر مرة قام فيها الكونغرس باعتقال واحتجاز شاهد بهه التهمة في عام 1935. ومنذ ذلك الحين، أرسل القضايا بدلاً من ذلك إلى وزارة العدل. على الرغم من أن أعضاء الكونغرس أقروا بارتكاب جريمة ازدراء أعضاء الحكومة الأمريكية العليا، إلا أن الرئيس محمي من مثل هذه الاتهامات بسبب امتيازه التنفيذي.

## الخلفية التاريخية
في أواخر تسعينيات القرن التاسع عشر، اعتبر الجهر بازدراء الكونغرس «سلطة ضمنية» للهيئة التشريعية، كما يسري الأمر بالنسبة لازدراء البرلمان البريطاني حيث نشرت الجلسات الأولى للكونغرس مزاعم حول ازدراء الكثير من الأشخاص لمختلف إجراءاته. شملت بعض حالات ازدراء الكونغرس استشهادات ضد:
- رجل الأعمال والشخصية السياسية روبرت راندال، بعد محاولته رشوة نائب كارولاينا الجنوبية ويليام سميث عام 1795.
- وليام دوان، محرر صحيفة رفض الإجابة على أسئلة مجلس الشيوخ في عام 1800.
- ناثانيل رونسافيل، محرر صحيفة آخر للكشف عن معلومات حساسة للصحافة في عام 1812.

## شخصيات توبعت بالتهمة
| الشخصية                                                                                   | اللجنة الفرعية / لجنة | الغرفة                              | التغيير النهائي |
| ----------------------------------------------------------------------------------------- | --- | ----------------------------------- | --- |
| روجرز مورتون (جمهوري), وزير التجارة الأمريكي                                              | 11 نوفمبر 1975 اللجنة الفرعية للجنة مجلس النواب للطاقة والتجارة                                                                | لا يعتبر                            | شارك مورتون الوثائق مع اللجنة الفرعية. |
| هنري كسنجر (جمهوري), وزير الخارجية الأمريكي                                               | 15 نوفمبر 1975 لجنة اختيار الولايات المتحدة الدائمة لمجلس النواب.                                                              | لا يعتبر                            | تم رفض الازدراء بعد الامتثال لاستدعاء. |
| جوزيف أنتوني كاليفانو جونيور (ديمقراطي), وزير الصحة والخدمات الإنسانية بالولايات المتحدة  | 6 أغسطس 1978 لجنة اختيار الولايات المتحدة الدائمة لمجلس النواب                                                                 | لا يعتبر                            | امتثل كاليفانو للمهمة بعد شهر تقريبًا من الشهادة في باللجنة الفرعية. |
| تشارلز دنكان الابن (ديمقراطي) وزير الطاقة الأمريكي                                        | 29 أبريل 1980 لجنة العمليات الحكومية في مجلس النواب                                                                            | لا يعتبر                            | قام دنكان بتوريد المواد بحلول 14 مايو 1980. |
| جيمس إدواردز (جمهوري) وزير الطاقة الأمريكي                                                | 23 يوليو 1981 اللجنة الفرعية للبيئة والطاقة والموارد الطبيعية التابعة للجنة مجلس النواب المعنية بالعمليات الحكومية             | لا يعتبر                            | تم تسليم الوثائق إلى الكونغرس قبل نظر اللجنة الكامل في الاقتباس المزعوم. |
| جيمس جايوس وات (جمهوري) وزير الداخلية للولايات المتحدة                                    | 9 فبراير 1982 اللجنة الفرعية للجنة مجلس الطاقة والتجارة 25 فبراير 1982 لجنة مجلس النواب للطاقة والتجارة                        | لا يعتبر                            | قام البيت الأبيض بتسليم المستندات إلى مبنى مكتب ريبرن هاوس للمراجعة من قبل أعضاء اللجنة لمدة أربع ساعات، دون وجود موظفين أو صور فوتوغرافية. |
| آن غورساتش بورفورد (جمهوري) مدير وكالة حماية البيئة                                       | 2 ديسمبر 1982 اللجنة الفرعية للرقابة التابعة للجنة مجلس النواب عن الأشغال العامة والنقل لجنة مجلس النواب للاشغال العامة والنقل | مجلس النواب الأمريكي                | بعد القضايا القانونية وإلغاء المحكمة لدعوى الفرع التنفيذي، توصل الطرفان إلى اتفاق لتقديم المستندات. |
| ريتا لافيل (جمهوري) وكالة حماية البيئة الأمريكية لرسمية                                   | 26 أبريل 1983 لجنة مجلس الولايات المتحدة للطاقة والتجارة                                                                       | مجلس النواب الأمريكي                | اتهم بالكذب على الكونغرس؛ وحكم عليه بالسجن لمدة 6 أشهر، و5 سنوات تحت المراقبة وغرامة قدرها 10000 دولار |
| جاك كوين (ديمقراطي), مستشار البيت الابيض                                                  | 9أبريل 1996 تم تقديم وثائق استدعاء قبل ساعات من تعيين مجلس النواب للنظر في الازدراء المزعوم.                                   | لا يعتبر                            | تم تقديم الاستدعاء قبل ساعات قليلة من تلقي مجلس النواب الأمريكي الاقتباس المزعوم. |
| ديفيد واتكينز مدير إدارة البيت الأبيض ماثيو مور، مساعد البيت الأبيض                       | 9أبريل 1996 تم تقديم وثائق استدعاء قبل ساعات من تعيين مجلس النواب للنظر في الازدراء المزعوم.                                   | لا يعتبر                            | تم تقديم الاستدعاء قبل ساعات قليلة من تلقي مجلس النواب الأمريكي الاقتباس المزعوم. |
| جانيت رينو (ديمقراطي), نائب عام الولايات المتحدة                                          | 6 أغسطس 1998 لجنة مجلس النواب الأمريكي للإشراف والإصلاح                                                                        | لا يعتبر                            | تم الكشف عن الوثائق المعنية خلال اقالة الرئيس بيل كلينتون. |
| هارييت مايرز (جمهوري), مستشار البيت الابيض السابق                                         | 25 يوليو 2007 لجنة مجلس النواب بالولايات المتحدة                                                                               | 14 فبراير 2008 مجلس النواب الأمريكي | في 4 مارس 2009، وافق مايرز ونائب رئيس الأركان السابق للرئيس بوش كارل روف على الإدلاء بشهادته أمام الكونغرس بشأن إقالة المحامين الأمريكيين. |
| جوشوا بولتن (جمهوري) رئيس موظفي البيت الأبيض                                              | 25 يوليو 2007 لجنة مجلس النواب بالولايات المتحدة                                                                               | 14 فبراير 2008 مجلس النواب الأمريكي | في 4 مارس 2009، وافق مايرز ونائب رئيس الأركان السابق للرئيس بوش كارل روف على الإدلاء بشهادته أمام الكونغرس بشأن إقالة المحامين الأمريكيين. |
| إريك هولدر (ديمقراطي) نائب عام الولايات المتحدة                                           | 20 يونيو 2012 | 28 يونيو 2012 مجلس النواب الأمريكي  | وجدت في تهمة الازدراء بعد تصويت 255-67 |
| لويس ليرنر دائرة الإدرات الداخلية                                                         | 11 مارس 2014 لجنة مجلس النواب للإصلاح الحكومي                                                                                  | 7 ماي 2014 مجلس النواب الأمريكي     | وجدت في فضيحة ازدراء لدورها في جدل لمصلحة الضرائب عام 2013 ورفضت الشهادة. تم توجيه وزارة العدل من قبل مجلس النواب لتعيين مستشار خاص. |
| برايان باجليانو (ديمقراطي) مساعد هيلاري كلينتون، مدير تكنولوجيا المعلومات                 | 13 سبتمبر 2016 لجنة مجلس النواب الأمريكي للإشراف والإصلاح                                                                      | لا يعتبر                            | صوتت لجنة مجلس النواب بأغلبية 19 صوتًا مقابل 15 لتوصية باجليانو بتهمة الازدراء لعدم حضورها جلسة الاستماع يومي 13 و 22 سبتمبر 2016، بالرغم من استدعائها للمثول وتقديمها بدل ذلك التماسا مكتوبا بموجب التعديل الخامس لدستور الولايات المتحدة الأمريكية بدلا من حضورها شخصيا. لم ينظر المجلس في أي قرار يتعلق بالازدراء، لكن عضو اللجنة جيسون شافيتز كتب لاحقًا إلى النائب العام للولايات المتحدة، باعتباره عضوا فردي في الكونغرس، خطابا يطلب من خلاله من وزارة العدل محاكمة باجليانو بتهمة "السلوك الغائب". [27] |
| موقع باكباج                                                                               | 17 مارس 2016 لجنة الأمن الداخلي التابعة لمجلس الشيوخ الأمريكي                                                                  | 17 مارس 2016 مجلس الشيوخ الأمريكي   | وجهت لها تهمة الازدراء لعدم تقديمها وثائق في التحقيق في الاتجار بالبشر. |
| وليام بي بر (جمهوري), نائب عام الولايات المتحدة ويلبر روس (جمهوري), وزير التجارة الأمريكي | لجنة مجلس النواب للرقابة والإصلاح                                                                                              | 17 يوليو 2019 مجلس النواب الأمريكي  | رفض الامتثال للواجبات الصادرة عن لجنة الرقابة والإصلاح حسب الأصول |
| دونالد ترامب (جمهوري), رئيس الولايات المتحدة                                              | 3 ديسمبر 2019 لجنة اختيار الولايات المتحدة الدائمة لمجلس النواب 4 ديسمبر 2019 لجنة مجلس النواب بالولايات المتحدة               | 18 ديسمبر 2019 مجلس النواب          | تم عزله من قبل مجلس النواب بتهمة عرقلة الكونغرس؛ تمت تبرأته من قبل مجلس الشيوخ في 5 فبراير 2020. |